# Międzynarodowa Federacja Skialpinizmu
Międzynarodowa Federacja Skialpinizmu (ang. International Ski Mountaineering Federation, skrót ISMF) – międzynarodowa organizacja pozarządowa, zrzeszająca 39 narodowych federacji skialpinizmu.

## Historia
Federacja została założona w 2008 roku po reorganizacji International Council for Ski Mountaineering Competitions (ISMC), która powstała w 1999 jako część Międzynarodowej Federacji Związków Alpinistycznych (UIAA).

## Członkostwo
- ARISF
- GAISF
- IWGA

## Mistrzostwa świata
- Mistrzostwa świata w skialpinizmie (od 2002 roku).